# End-of-year Internationals 2017
Die End-of-year Internationals 2017 (auch als Autumn Internationals 2017 bezeichnet) waren eine vom 4. November bis zum 2. Dezember 2017 stattfindende Serie von internationalen Rugby-Union-Spielen zwischen Mannschaften der ersten, zweiten und dritten Stärkeklasse.
Bei der diesjährigen Ausgabe gab es mehrere bemerkenswerte Ergebnisse. Am 11. November fügte Irland den Springboks aus Südafrika die bisher höchste Niederlage in der Geschichte zu. Dasselbe gelang England am 18. November gegen die Wallabies aus Australien sowie am 25. November Schottland ebenfalls gegen Australien.

## Ergebnisse

### Woche 1
| 4. November 2017 14:40 JST | Japan | 30 : 63        | Australien | Nissan-Stadion, Yokohama Zuschauer: 43.621 Schiedsrichter: Nick Briant (Neuseeland) |
| 4. November 2017 14:40 JST | Versuche: van der Walt 44. erh. Mafi 68. erh. Himeno 80. erh. Erhöhungen: Matsuda (1/1) Tamura (2/2) Straftritte: Matsuda (3/4) 17., 48., 53. | (3:35) Bericht | Versuche: Kerevi (2) 5. erh., 50. erh. Speight 11. erh. Polota-Nau 24. erh. Kuridrani (3) 32. erh., 39. erh., 56. erh. Phipps 61. erh. Simmons 64. erh. Erhöhungen: Hodge (9/9) | Nissan-Stadion, Yokohama Zuschauer: 43.621 Schiedsrichter: Nick Briant (Neuseeland) |

- Ben McCalman absolvierte sein 50. Test Match für Australien.

### Woche 2
| 11. November 2017 14:30 WEZ | Schottland | 44 : 38         | Samoa | Murrayfield Stadium, Edinburgh Zuschauer: 67.144 Schiedsrichter: Nic Berry (Australien) |
| 11. November 2017 14:30 WEZ | Versuche: Hogg 1. erh. Jones 34. n.erh. McInally (2) 40. erh., 45. erh. Dunbar 65. n.erh. Horne 73. erh. Erhöhungen: Russell (3/5) Horne (1/1) Straftritte: Russell (2/2) 14., 24. | (25:10) Bericht | Versuche: Tyrell 27. erh. Fa’asalele 49. erh. Nanai-Williams 62. erh. Fonotia 67. erh. Treviranus 76. erh. Erhöhungen: Nanai-Williams (5/5) Straftritte: Nanai-Williams (1/2) 11. | Murrayfield Stadium, Edinburgh Zuschauer: 67.144 Schiedsrichter: Nic Berry (Australien) |

| 11. November 2017 15:00 WEZ | England | 21 : 8         | Argentinien                                                 | Twickenham Stadium, London Zuschauer: 81.683 Schiedsrichter: Marius van der Westhuizen (Südafrika) |
| 11. November 2017 15:00 WEZ | Versuche: Hughes 22. n.erh. Rokoduguni 65. erh. Erhöhungen: Ford (1/2) Straftritte: Ford (3/4) 6., 13., 33. | (14:3) Bericht | Versuche: Sánchez 77. n.erh. Straftritte: Boffelli (1/2) 9. | Twickenham Stadium, London Zuschauer: 81.683 Schiedsrichter: Marius van der Westhuizen (Südafrika) |

| 11. November 2017 15:00 MEZ | Italien | 19 : 10         | Fidschi                                                                                | Stadio Angelo Massimino, Catania Zuschauer: 12.343 Schiedsrichter: John Lacey (Irland) |
| 11. November 2017 15:00 MEZ | Versuche: Ferrari 27. erh. Erhöhungen: Canna (1/1) Straftritte: Canna (3/3) 4., 52., 57. McKinley (1/1) 79. | (10:10) Bericht | Versuche: Nakarawa 38. erh. Erhöhungen: Volavola (1/1) Straftritte: Volavola (1/2) 20. | Stadio Angelo Massimino, Catania Zuschauer: 12.343 Schiedsrichter: John Lacey (Irland) |

| 11. November 2017 15:00 MEZ | Deutschland | 45 : 12        | Brasilien                                                             | Bruno-Plache-Stadion, Leipzig Zuschauer: 2.668 Schiedsrichter: David Wilkinson (Irland) |
| 11. November 2017 15:00 MEZ | Versuche: Coetzee 5. n.erh. Füchsel 12. erh. Otto 23. erh. Schramm (2) 34. erh., 43. erh. Klewinghaus 49. n.erh. Barber 62. erh. Erhöhungen: Parkinson (5/7) | (26:0) Bericht | Versuche: Sancery 55. erh. Arruda 76. n.erh. Erhöhungen: Reeves (1/2) | Bruno-Plache-Stadion, Leipzig Zuschauer: 2.668 Schiedsrichter: David Wilkinson (Irland) |

| 11. November 2017 17:15 WEZ | Wales | 21 : 29 | Australien | Millennium Stadium, Cardiff Zuschauer: 70.275 Schiedsrichter: Glen Jackson (Neuseeland) |
| 11. November 2017 17:15 WEZ | Versuche: Evans 16. erh. Amos 79. n.erh. Erhöhungen: Halfpenny (1/2) Straftritte: Halfpenny (3/4) 8., 37., 51. |         | Versuche: Polota-Nau 12. erh. Coleman 21. erh. Hooper 40. n.erh. Beale 62. erh. Erhöhungen: Foley (3/4) Straftritte: Hodge (1/1) 33. | Millennium Stadium, Cardiff Zuschauer: 70.275 Schiedsrichter: Glen Jackson (Neuseeland) |

| 11. November 2017 17:30 WEZ | Irland | 38 : 3         | Südafrika                       | Aviva Stadium, Dublin Zuschauer: 51.000 Schiedsrichter: Ben O’Keeffe (Neuseeland) |
| 11. November 2017 17:30 WEZ | Versuche: Conway 24. n.erh. Ruddock 70. erh. Herring 75. erh. Stockdale 80. erh. Erhöhungen: Sexton (1/2) Carbery (2/2) Straftritte: Sexton (4/4) 3., 14., 19., 56. | (14:0) Bericht | Straftritte: Jantjies (1/1) 43. | Aviva Stadium, Dublin Zuschauer: 51.000 Schiedsrichter: Ben O’Keeffe (Neuseeland) |

- Dies war Irlands bisher deutlichster Sieg über die Springboks.
- Sean O’Brien absolvierte sein 50. Test Match für Irland.

| 11. November 2017 18:00 MZ | Georgien | 54 : 22        | Kanada | Boris-Paitschadse-Nationalstadion, Tiflis Zuschauer: 25.000 Schiedsrichter: Ben Whitehouse (Wales) |
| 11. November 2017 18:00 MZ | Versuche: Matiaschwili (2) 1. erh., 68. erh. Nemsadse 40. erh. Tschilatschawa 51. erh. Scharikadse 57. erh. Asieschwili 77. erh. Erhöhungen: Matiaschwili (6/6) Straftritte: Matiaschwili (4/4) 9., 14., 24., 44. | (23:8) Bericht | Versuche: Paris 33. n.erh. van der Merwe 55. erh. Staller 60. erh. Erhöhungen: Staller (2/3) Straftritte: Staller (1/1) 7. | Boris-Paitschadse-Nationalstadion, Tiflis Zuschauer: 25.000 Schiedsrichter: Ben Whitehouse (Wales) |

- Dies war Georgiens bisher deutlichster Sieg über Kanada.

| 11. November 2017 20:45 MEZ | Frankreich                                                                       | 18 : 38        | Neuseeland | Stade de France, Saint-Denis Zuschauer: 78.561 Schiedsrichter: Angus Gardner (Australien) |
| 11. November 2017 20:45 MEZ | Versuche: Thomas 26. n.erh. Strafversuch 46. Straftritte: Belleau (2/2) 41., 51. | (5:31) Bericht | Versuche: Coles 8. erh. Naholo (2) 21. erh., 79. erh. Crotty 35. erh. Cane 38. erh. Erhöhungen: B. Barrett (5/5) Straftritte: B. Barrett (1/1) 16. | Stade de France, Saint-Denis Zuschauer: 78.561 Schiedsrichter: Angus Gardner (Australien) |

- Yoann Huget nahm zum 50. Mal an einem Test Match für Frankreich teil.

### Woche 3
| 18. November 2017 14:30 WEZ | Wales                                                                                      | 13 : 6         | Georgien                        | Millennium Stadium, Cardiff Zuschauer: 55.310 Schiedsrichter: Mathieu Raynal (Frankreich) |
| 18. November 2017 14:30 WEZ | Versuche: Amos 18. erh. Erhöhungen: Priestland (1/1) Straftritte: Priestland (2/2) 6., 61. | (10:3) Bericht | Straftritte: Matiaschwili (2/2) | Millennium Stadium, Cardiff Zuschauer: 55.310 Schiedsrichter: Mathieu Raynal (Frankreich) |

- Erstes Spiel zwischen diesen Mannschaften.

| 18. November 2017 15:00 WEZ | England | 30 : 6        | Australien                                   | Twickenham Stadium, London Zuschauer: 81.909 Schiedsrichter: Ben O’Keeffe (Neuseeland) |
| 18. November 2017 15:00 WEZ | Versuche: Daly 53. erh. Joseph 71. erh. May 78. n.erh. Care 80. n.erh. Erhöhungen: Farrell (2/4) Straftritte: Farrell (2/2) 6., 32. | (6:0) Bericht | Straftritte: Hodge (1/1) 48. Foley (1/1) 63. | Twickenham Stadium, London Zuschauer: 81.909 Schiedsrichter: Ben O’Keeffe (Neuseeland) |

- Bisher deutlichster Sieg Englands über die Wallabies.
- Mit seiner achten gelben Karte in Test Matches stellte der Australier Michael Hooper eine neue „Bestmarke“ auf.

| 18. November 2017 15:00 MEZ | Italien                                                                | 15 : 31       | Argentinien | Stadio Artemio Franchi, Florenz Zuschauer: 21.874 Schiedsrichter: Jaco Peyper (Südafrika) |
| 18. November 2017 15:00 MEZ | Straftritte: Canna (4/4) 12., 20., 32., 48. Dropgoals: Violi (1/1) 56. | (9:8) Bericht | Versuche: Cancelliere 26. n.erh. Kremer 68. erh. Tuculet 76. erh. Erhöhungen: Sánchez (2/3) Straftritte: Hernández (1/1) 11. Sánchez (3/3) 45., 53., 59. | Stadio Artemio Franchi, Florenz Zuschauer: 21.874 Schiedsrichter: Jaco Peyper (Südafrika) |

- Joaquín Tuculet trat zum 50. Mal für Argentinien zu einem Test Match an.

| 18. November 2017 15:00 MEZ | Belgien                                                                                      | 19 : 23       | Brasilien | Petit Heysel, Brüssel Zuschauer: 3.000 Schiedsrichter: Craig Maxwell-Keys (England) |
| 18. November 2017 15:00 MEZ | Versuche: Torfs 18. erh. Dowsett (2) 45. erh., 80. n.erh. Erhöhungen: Piron (1/1) Hart (1/2) | (7:3) Bericht | Versuche: Dias 54. n.erh. Sancery 58. n.erh. van Niekerk 72. erh. Erhöhungen: Reeves (1/3) Straftritte: Reeves (2/3) 24., 64. | Petit Heysel, Brüssel Zuschauer: 3.000 Schiedsrichter: Craig Maxwell-Keys (England) |

- Erstes Spiel überhaupt zwischen diesen Mannschaften.

| 18. November 2017 15:45 MEZ | Spanien | 27 : 37         | Kanada | Estadio Nacional Complutense, Madrid Zuschauer: 7.000 Schiedsrichter: Ian Tempest (Irland) |
| 18. November 2017 15:45 MEZ | Versuche: Guillaume 19. erh. Contardi 23. erh. Auzqui 55. n.erh. López 78. n.erh. Erhöhungen: Linklater (2/4) Straftritte: Linklater (1/1) 16. | (17:10) Bericht | Versuche: Paris (2) 35., 44. van der Merwe (2) 39. erh., 50. erh. Erhöhungen: Staller (4/4) Straftritte: Staller (3/4) 10., 59., 66. | Estadio Nacional Complutense, Madrid Zuschauer: 7.000 Schiedsrichter: Ian Tempest (Irland) |

| 18. November 2017 16:00 CAT | Namibia | 36 : 52         | Uruguay | Hage-Geingob-Stadion, Windhoek Zuschauer: 2.000 Schiedsrichter: Egon Seconds (Südafrika) |
| 18. November 2017 16:00 CAT | Versuche: de la Harpe 28. erh. Kitshoff 40. erh. Greyling 56. n.erh. de Klerk 63. erh. Tromp 72. erh. Erhöhungen: Loubser (4/5) Straftritte: Loubser (1/1) 21. | (17:10) Bericht | Versuche: Sanguinetti (2) 4. erh., 52. erh. Silva (2) 13. erh., 76. erh. Nieto (2) 23. erh., 36. erh. Arboleya 80. erh. Erhöhungen: Favaro (7/7) Straftritte: Favaro (1/1) 18. | Hage-Geingob-Stadion, Windhoek Zuschauer: 2.000 Schiedsrichter: Egon Seconds (Südafrika) |

- Gastón Mieres trat zum 50. Mal für Uruguay zu einem Test Match an.
- Bisher deutlichster Sieg Uruguays über Namibia.

| 18. November 2017 17:00 MEZ | Deutschland                                                                                                  | 17 : 46         | Vereinigte Staaten | Brita-Arena, Wiesbaden Zuschauer: 3.150 Schiedsrichter: Brendon Pickerill (Neuseeland) |
| 18. November 2017 17:00 MEZ | Versuche: Schramm 12. erh. Cameron-Dow 71. erh. Erhöhungen: Parkinson (2/2) Straftritte: Parkinson (1/1) 23. | (10:13) Bericht | Versuche: Scully 39. erh. Taufete’e 43. erh. S. Davies 48. erh. Matyas 62. n.erh. MacGinty 65. erh. Malcolm 79. erh. Erhöhungen: MacGinty (5/6) Straftritte: MacGinty (2/3) 16., 26. | Brita-Arena, Wiesbaden Zuschauer: 3.150 Schiedsrichter: Brendon Pickerill (Neuseeland) |

- Erstes Spiel zwischen diesen Mannschaften.

| 18. November 2017 17:15 WEZ | Schottland                                                                                     | 17 : 22       | Neuseeland | Murrayfield Stadium, Edinburgh Zuschauer: 67.533 Schiedsrichter: Matthew Carley (England) |
| 18. November 2017 17:15 WEZ | Versuche: Gray 61. erh. Jones 76. erh. Erhöhungen: Russell (2/2) Straftritte: Russell (1/2) 6. | (3:3) Bericht | Versuche: Taylor 44. n.erh. McKenzie 50. erh. B. Barrett 66. erh. Erhöhungen: B. Barrett (2/3) Straftritte: B. Barrett (1/1) 38. | Murrayfield Stadium, Edinburgh Zuschauer: 67.533 Schiedsrichter: Matthew Carley (England) |

| 18. November 2017 17:15 MEZ | Japan | 39 : 6         | Tonga                              | Stade Ernest-Wallon, Toulouse Zuschauer: 1.000 Schiedsrichter: Andrew Brace (Irland) |
| 18. November 2017 17:15 MEZ | Versuche: Lemeki (2) 3. erh., 59. erh. Mafi 29. erh. Leitch 32. erh. Fukuoka 74. n.erh. Erhöhungen: Tamura (4/5) Straftritte: Tamura (2/2) 12., 38. | (27:6) Bericht | Straftritte: Takulua (2/2) 8., 21. | Stade Ernest-Wallon, Toulouse Zuschauer: 1.000 Schiedsrichter: Andrew Brace (Irland) |

- Bisher deutlichster Sieg Japans über Tonga.

| 18. November 2017 17:30 WEZ | Irland | 23 : 20         | Fidschi | Aviva Stadium, Dublin Zuschauer: 51.000 Schiedsrichter: Paul Williams (Neuseeland) |
| 18. November 2017 17:30 WEZ | Versuche: Sweetnam 6. n.erh. Kearney 22. n.erh. Conan 33. erh. Erhöhungen: Carbery (1/3) Straftritte: Keatley (2/2) 65., 72. | (17:10) Bericht | Versuche: Seniloli 39. erh. Nagusa 44. erh. Erhöhungen: Volavola (2/2) Straftritte: Volavola (2/2) 20., 68. | Aviva Stadium, Dublin Zuschauer: 51.000 Schiedsrichter: Paul Williams (Neuseeland) |

| 18. November 2017 18:00 OEZ | Rumänien                                                                                       | 17 : 13        | Samoa                                                                                                 | Stadionul Arcul de Triumf, Bukarest Zuschauer: 6.000 Schiedsrichter: Mike Adamson (Schottland) |
| 18. November 2017 18:00 OEZ | Versuche: Rădoi 58. erh. Badiu 74. erh. Erhöhungen: Vlaicu (2/2) Straftritte: Vlaicu (1/1) 18. | (3:10) Bericht | Versuche: Matu’u 37. erh. Erhöhungen: Nanai-Williams (1/1) Straftritte: Nanai-Williams (2/2) 35., 49. | Stadionul Arcul de Triumf, Bukarest Zuschauer: 6.000 Schiedsrichter: Mike Adamson (Schottland) |

| 18. November 2017 20:45 MEZ | Frankreich                                                                                         | 17 : 18       | Südafrika                                                                                              | Stade de France, Saint-Denis Zuschauer: 55.000 Schiedsrichter: Nigel Owens (Wales) |
| 18. November 2017 20:45 MEZ | Versuche: Belleau 26. erh. Serin 75. erh. Erhöhungen: Belleau (2/2) Straftritte: Belleau (1/3) 47. | (7:8) Bericht | Versuche: Leyds 6. n.erh. Kriel 61. erh. Erhöhungen: Pollard (1/2) Straftritte: Pollard (2/5) 17., 58. | Stade de France, Saint-Denis Zuschauer: 55.000 Schiedsrichter: Nigel Owens (Wales) |

### Woche 4
| 25. November 2017 14:30 WEZ | Schottland | 53 : 24         | Australien | Murrayfield Stadium, Edinburgh Zuschauer: 67.144 Schiedsrichter: Pascal Gaüzère (Frankreich) |
| 25. November 2017 14:30 WEZ | Versuche: McGuigan (2) 15. erh., 60. n.erh. Price 39. erh. Maitland 45. n.erh. Gray 48. erh. Jones 55. n.erh. Barclay 74. erh. McInally 79. erh. Erhöhungen: Russell (5/8) Straftritte: Russell (1/1) 14. | (17:15) Bericht | Versuche: Kuridrani (2) 33. erh., 36. n.erh. Beale 42. n.erh. Timani 68. erh. Erhöhungen: Foley (2/4) 34., 68. | Murrayfield Stadium, Edinburgh Zuschauer: 67.144 Schiedsrichter: Pascal Gaüzère (Frankreich) |

- Bisher deutlichster Sieg Schottlands über die Wallabies.

| 25. November 2017 15:00 WEZ | England | 48 : 14        | Samoa                                                                                | Twickenham Stadium, London Zuschauer: 81.911 Schiedsrichter: Andrew Brace (Irland) |
| 25. November 2017 15:00 WEZ | Versuche: Brown 1. erh. Lozowski 8. n.erh. Ewels 28. erh. Daly (2) 60. erh., 76. erh. Slade 69. erh. Rokoduguni 80. n.erh. Erhöhungen: Ford (5/7) Straftritte: Ford (1/1) 18. | (22:7) Bericht | Versuche: Fa’asalele 12. erh. Vui 72. erh. Erhöhungen: Nanai-Williams (2/2) 13., 73. | Twickenham Stadium, London Zuschauer: 81.911 Schiedsrichter: Andrew Brace (Irland) |

| 25. November 2017 15:00 MEZ | Italien                  | 6 : 35         | Südafrika | Stadio Euganeo, Padua Zuschauer: 23.595 Schiedsrichter: Romain Poite (Frankreich) |
| 25. November 2017 15:00 MEZ | Straftritte: Canna (2/3) | (6:21) Bericht | Versuche: Louw 13. erh. Mbonambi 23. erh. Venter 33. erh. Kitshoff 43. erh. Mostert 75. erh. Erhöhungen: Pollard (4/4) Jantjies (1/1) | Stadio Euganeo, Padua Zuschauer: 23.595 Schiedsrichter: Romain Poite (Frankreich) |

| 25. November 2017 15:00 MEZ | Deutschland                                                                         | 10 : 32        | Chile | Stadion am Bieberer Berg, Offenbach am Main Zuschauer: 2.600 Schiedsrichter: Dan Jones (Wales) |
| 25. November 2017 15:00 MEZ | Versuche: Szczesny 79. erh. Erhöhungen: Heimpel (1/1) Straftritte: Heimpel (1/1) 7. | (3:14) Bericht | Versuche: Velarde 28. erh. Perrotta 33. erh. Munita 60. erh. Ianiszewski 76. n.erh. Erhöhungen: Ianiszewski (3/4) Straftritte: Ianiszewski (2/3) 57., 68. | Stadion am Bieberer Berg, Offenbach am Main Zuschauer: 2.600 Schiedsrichter: Dan Jones (Wales) |

| 25. November 2017 15:00 CAT | Namibia | 34 : 39         | Uruguay | Hage-Geingob-Stadion, Windhoek Zuschauer: 3.000 Schiedsrichter: Rasta Rasivhenge (Südafrika) |
| 25. November 2017 15:00 CAT | Versuche: Kitshoff 26. erh. de la Harpe (2) 31. erh., 55. n.erh. Nortjé 70. n.erh. Greyling 74. n.erh. Erhöhungen: Loubser (2/3) Kotzé (1/2) Straftritte: Loubser (1/1) 20. | (17:17) Bericht | Versuche: Echeverría 9. erh. Ormaechea 15. erh. Kessler 48. n.erh. Arata (2) 57. erh., 66. erh. Erhöhungen: Favaro (4/5) Straftritte: Favaro (2/3) 38., 78. | Hage-Geingob-Stadion, Windhoek Zuschauer: 3.000 Schiedsrichter: Rasta Rasivhenge (Südafrika) |

| 25. November 2017 15:30 MEZ | Spanien                                                                                      | 67 : 28        | Brasilien                                                  | Estadio El Pantan, Villajoyosa Schiedsrichter: Sean Gallagher (Irland) |
| 25. November 2017 15:30 MEZ | Versuche: Pinto (3) Linklater Peluchon Álvarez Gimeno Bonán Perrin Erhöhungen: Linklater (6) | (31:7) Bericht | Versuche: Duque (2) Willian Rosetti Erhöhungen: Reeves (4) | Estadio El Pantan, Villajoyosa Schiedsrichter: Sean Gallagher (Irland) |

| 25. November 2017 17:15 WEZ | Wales | 18 : 33         | Neuseeland | Millennium Stadium, Cardiff Zuschauer: 74.169 Schiedsrichter: Wayne Barnes (England) |
| 25. November 2017 17:15 WEZ | Versuche: Williams 40. n.erh. G. Davies Erhöhungen: Halfpenny (1/2) Straftritte: Halfpenny (2/3) 8., 31. | (11:15) Bericht | Versuche: Naholo (2) 13. erh., 37. n.erh. Lienert-Brown 56. erh. Ioane (2) 61. erh., 73. erh. Erhöhungen: B. Barrett (4/5) | Millennium Stadium, Cardiff Zuschauer: 74.169 Schiedsrichter: Wayne Barnes (England) |

- Rhys Priestland und Scott Williams absolvierten jeweils ihr 50. Test Match für Wales.

| 25. November 2017 17:30 WEZ | Irland | 28 : 19        | Argentinien                                                                                 | Aviva Stadium, Dublin Zuschauer: 51.000 Schiedsrichter: Mathieu Raynal (Frankreich) |
| 25. November 2017 17:30 WEZ | Versuche: Stockdale (2) 20. erh., 41. erh. Stander 62. n.erh. Erhöhungen: Sexton (2/3) Straftritte: Sexton (3/3) 3., 13., 74. | (13:0) Bericht | Versuche: Tuculet 54. erh. Leguizamón 70. n.erh. Montoya 80. erh. Erhöhungen: Sánchez (2/3) | Aviva Stadium, Dublin Zuschauer: 51.000 Schiedsrichter: Mathieu Raynal (Frankreich) |

| 25. November 2017 18:00 MZ | Georgien                                                                                             | 21 : 20         | Vereinigte Staaten | Micheil-Meschi-Stadion, Tiflis Zuschauer: 20.000 Schiedsrichter: Pierre Brousset (Frankreich) |
| 25. November 2017 18:00 MZ | Versuche: Strafversuch 16. Tschilatschawa 28. erh. Bregwadse 39. erh. Erhöhungen: Matiaschwili (2/2) | (21:15) Bericht | Versuche: Taufete’e (2) 5. n.erh., 23. erh. Campbell 76. n.erh. Erhöhungen: MacGinty (1/3) Straftritte: MacGinty (1/2) 58. | Micheil-Meschi-Stadion, Tiflis Zuschauer: 20.000 Schiedsrichter: Pierre Brousset (Frankreich) |

- Giorgi Tschchaidse absolvierte sein 100. Test Match für Georgien.

| 25. November 2017 18:00 MEZ | Fidschi | 57 : 17         | Kanada                                                                                                   | Parc des Sports et de l’Amitié, Narbonne Schiedsrichter: Matthew Carley (England) |
| 25. November 2017 18:00 MEZ | Versuche: Tawake 7. erh. Tuapati 22. n.erh. Strafversuch 28. Lomani 33. erh. Goneva 40. erh. Yato 44. n.erh. Nakarawa 67. erh. Botia 73. erh. Kunatani 77. n.erh. Erhöhungen: Volavola (5/8) | (33:10) Bericht | Versuche: Strafversuch 15. Sears-Druru 64. erh. Erhöhungen: Staller (1/1) Straftritte: Staller (1/1) 31. | Parc des Sports et de l’Amitié, Narbonne Schiedsrichter: Matthew Carley (England) |

- Campese Ma’afu trat zum 50. Mal für Fidschi in einem Test Match an.
- Bisher deutlichster Sieg Fidchis über Kanada.

| 25. November 2017 20:45 MEZ | Frankreich | 23 : 23        | Japan | U Arena, Nanterre Zuschauer: 23.000 Schiedsrichter: Luke Pearce (England) |
| 25. November 2017 20:45 MEZ | Versuche: Slimani 39. erh. Lacroix 48. erh. Erhöhungen: Trinh-Duc (2/2) Straftritte: Trinh-Duc (3/3) 13., 29., 67. | (13:8) Bericht | Versuche: Horie 22. n.erh. Lafaele 41. erh. Valu 72. n.erh. Erhöhungen: Tamura (1/3) Straftritte: Tamura (2/2) 4., 62. | U Arena, Nanterre Zuschauer: 23.000 Schiedsrichter: Luke Pearce (England) |

- Erstes Unentschieden zwischen diesen Mannschaften.
- Erstes Rugbyspiel in der U Arena (heute Paris La Défense Arena), seit Dezember 2017 die Heimspielstätte von Racing 92.

### Woche 5
| 2. Dezember 2017 14:30 | Wales | 24 : 22         | Südafrika | Millennium Stadium, Cardiff Zuschauer: 65.317 Schiedsrichter: Jérôme Garcès (Frankreich) |
| 2. Dezember 2017 14:30 | Versuche: Williams 4. erh. Parkes (2) 7. erh., 32. erh. Erhöhungen: Halfpenny (3/3) Straftritte: Halfpenny (1/1) 67. | (21:10) Bericht | Versuche: Gelant 36. erh. Pollard 45. n.erh. Kriel 54. erh. Erhöhungen: Pollard (2/3) Straftritte: Pollard (1/1) 30. | Millennium Stadium, Cardiff Zuschauer: 65.317 Schiedsrichter: Jérôme Garcès (Frankreich) |